# Escut de Guimerà

Escut oficial de Guimerà

L'escut oficial de Guimerà té el següent blasonament:
Escut caironat: d'argent, un mig vol abaixat de gules acostat de 2 pinyes de sinople. Per timbre una corona de comte.

## Història
Va ser aprovat el 18 de juliol de 1991 i publicat al DOGC el 2 d'agost del mateix any amb el número 1475.
La vila fou el centre d'una baronia, concedida el 1359 a Francesc Alemany, que més tard va passar als Castre-Pinós, els quals foren elevats a comtes el 1599. L'escut, doncs, mostra la corona de comte i dos senyals parlants agafats de les armes dels senyors de Guimerà: l'ala de gules sobre camper d'argent dels Alemany i les pinyes de sinople dels Pinós.